# 도시간 철도

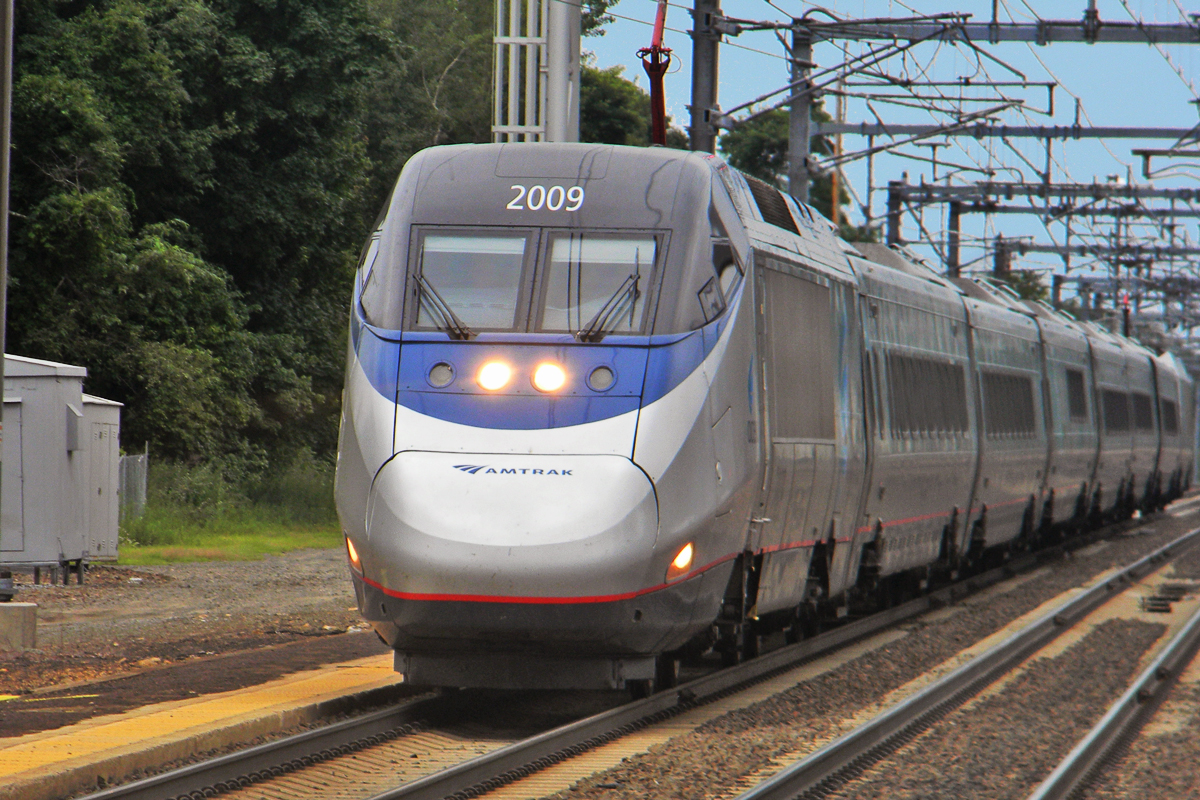
2011년 7월 보스턴과 워싱턴 D.C. 사이의 분주한 북동쪽 통로를 운행하는 아셀라 익스프레스(Acela Express) 고속 열차

도시간 철도(inter-city rail) 서비스는 통근 열차나 지역 열차보다 더 먼 거리에 걸쳐 도시를 연결하는 서비스를 운행하는 급행열차이다. 여기에는 한 도시 지역 내의 단거리 통근 열차도 아니고 모든 역에 정차하고 지역 여행만 운행하는 저속 지역 열차도 아닌 철도 서비스가 포함된다. 도시간 열차는 일반적으로 정차 시간이 제한되어 있고 장거리 여행을 위한 편안한 객차를 갖춘 급행열차이다.
도시간 철도는 때때로 국제 서비스를 제공한다. 이는 50개 국가가 10,180,000제곱킬로미터(3,930,000제곱마일) 면적에 근접해 있기 때문에 유럽에서 가장 널리 퍼져 있다. 유로스타(Eurostar)와 유로시티(EuroCity)가 그 예이다. 많은 유럽 국가에서 '도시간'의 영단어 인터시티(InterCity 또는 Inter-City)라는 단어는 속도와 편안함의 특정 기준을 충족하는 정기 간격 및 비교적 장거리 열차 서비스 네트워크의 공식 브랜드 이름이다. 이 용어의 사용은 1960년대 영국에서 등장했으며 널리 모방되었다.

## 같이 보기
- 급행열차
- 장거리 열차
- 철도의 전철화
- 철도역